# 간접광고
간접광고(間接廣告)는 제품 · 기업 등을 직접적으로 명시하지하는 광고의 총칭이다. 현행 방송법상 방송 매체에서 많이 사용된다. 대한민국에서는 방송법상 간접 광고에 일정한 규제가 있다. 담배처럼 사회적 손실 · 건강 피해가 큰 것은 간접광고를 포함하여 규제하는 경향이 세계적으로 강해지고 있다.

## 법령
① 간접광고는 교양 또는 오락에 관한 방송프로그램에만 허용된다. 다만, 교양 또는 오락에 관한 방송프로그램 중 다음 각 호의 어느 하나에 해당하는 방송프로그램은 허용되지 아니한다.
1. 어린이를 주 시청대상으로 하는 방송프로그램
2. 보도ㆍ시사ㆍ논평ㆍ토론 등 객관성과 공정성이 요구되는 방송프로그램
② 다른 법령 또는 심의규정에 따라 방송광고가 금지되거나 방송광고의 허용시간을 제한받는 상품 등은 간접광고를 할 수 없다.
③ 간접광고의 시간(간접광고로 노출되는 상표, 로고 등 상품을 알 수 있는 표시의 노출시간을 말한다)은 다음 각 호의 기준에 따른다. 다만, 제작상 불가피한 자연스러운 노출의 경우에는 간접광고의 시간에서 제외한다.
1. 지상파방송사업자(지상파이동멀티미디어방송사업자는 제외한다) 및 지상파방송채널사용사업자(지상파이동멀티미디어방송채널사용사업자는 제외한다)의 텔레비전방송채널의 경우: 해당 방송프로그램 시간의 100분의 5 이내
2. 지상파이동멀티미디어방송사업자ㆍ종합유선방송사업자ㆍ위성방송사업자 및 방송채널사용사업자(지상파방송채널사용사업자는 제외하되, 지상파이동멀티미디어방송채널사용사업자를 포함한다)의 텔레비전방송채널의 경우: 해당 방송프로그램 시간의 100분의 7 이내
④ 간접광고의 방법은 다음 각 호의 기준에 따른다.
1. 간접광고의 크기(간접광고로 노출되는 상표, 로고 등 상품을 알 수 있는 표시의 크기를 말한다)는 화면의 4분의 1을 초과하지 아니할 것. 다만, 이동멀티미디어방송의 경우에는 화면의 3분의 1을 초과할 수 없다.
2. 방송프로그램에 간접광고가 포함되는 경우 해당 방송프로그램 시작 전에 간접광고가 포함되어 있음을 자막으로 표기하여 시청자가 명확하게 알 수 있도록 할 것
3. 간접광고가 해당 방송프로그램의 내용이나 구성에 영향을 미치지 아니할 것
4. 해당 방송프로그램에서 간접광고를 하는 상품 등을 언급하거나 구매ㆍ이용을 권유하지 아니할 것
5. 간접광고로 인하여 시청자의 시청흐름이 방해되지 아니하도록 할 것— 방송법 시행령 재59조 3항

① 방송사업자와 외주제작사는 법 제73조제6항에 따라 간접광고 판매 위탁 또는 판매 계약 체결 전까지 간접광고로 노출되는 상품, 노출 시간ㆍ횟수 및 노출 방법 등 간접광고의 내용 및 형태에 관한 사항을 서면으로 합의하여야 한다. 합의사항을 변경하려는 경우에도 또한 같다.
② 외주제작사는 법 제73조제8항에 따라 해당 외주제작사가 제작한 방송프로그램이 「방송광고판매대행 등에 관한 법률」 제5조제1항 및 제2항에 따른 방송광고판매대행사업자(이하 "광고판매대행자"라 한다)가 위탁하는 방송광고만 할 수 있는 방송사업자의 채널에 편성될 경우에는 해당 방송사업자와 방송광고 판매 위탁계약을 체결한 광고판매대행자에게 해당 방송프로그램이 포함되는 간접광고 판매를 위탁하여야 한다.
③ 외주제작사는 제2항에 따라 광고판매대행자에게 간접광고 판매를 위탁하는 경우에는 광고판매대행자와 방송광고 요금 및 간접광고의 판매 위탁 수수료 등에 관한 계약을 체결하여야 한다.

④ 제1항부터 제3항까지에서 규정한 사항 외에 간접광고의 판매 위탁 절차 및 위탁 수수료의 산정기준 등에 관하여 필요한 사항은 방송통신위원회가 정하여 고시한다.— 방송법 시행령 재59조 4항

## 같이 보기
- 제품 간접 광고
- 가상 광고